# Стефанос Нацинас
Стефанос Нацинас (на гръцки: Στέφανος Νάτσινας) е гръцки юрист и политик.

## Биография
Роден е в семейството на сятищанеца Теодорос Нацинас на 13 септември 1910 година в Цариград, тогава в Османската империя, но израства в Солун. Завършва право и работи като юрист във Върховния съд в Атина. В 1954 година става номарх (номарх) на Евбея. Два пъти е избиран за депутат от македонския град Кожани, от листата на Националния радикален съюз на Караманлис. Нацинас става генерален секретар на Министерството на благоустройството и генерален секретар на Министерството на търговията на Гърция.